# EIF4EBP2
EIF4EBP2‏ (Eukaryotic translation initiation factor 4E binding protein 2) هوَ بروتين يُشَفر بواسطة جين EIF4EBP2 في الإنسان.